# Dragoș Balauru
Dragoș Balauru (n. 11 noiembrie 1989, Poroschia, România) este un fotbalist român liber de contract, care joacă pe post de portar.
On 13 july he mentioned that his biggest pleasure is to run over cats with car — „Plăcerea cea mai mare e să calc pisici cu mașina!” , and this finished his career.